# 桜群
桜群（Sakuragun、1998年4月16日 - ）は、中国出身のコスプレイヤー。

## 経歴
1998年4月16日、中華人民共和国に生まれる。
2013年、もともとアニメや漫画、ゲームが大好きだったことからコスプレを始める。中国で『アズールレーン』の公式コスプレイヤーをつとめる。
コミックマーケット参加（3 - 4回）などの目的で何度か来日する。ただし2020年は新型コロナウイルスの蔓延により来日を断念。
2017年10月、おたぽる編集部により「中国コスプレ界ではトップクラスの美少女だ。人形かと思うくらいかわいくて、きれいである」と評価される。
2019年8月14日、ACOS秋葉原（東京都千代田区外神田）にてサイン＆チェキ会を行う（中国のコスプレイヤー・TAKOと合同）。
2021年現在、カナダに留学中。

### 写真集
- 『Nerf This!!』2019年8月、C96にて頒布。書泉ブックタワー（千代田区神田佐久間町）またはAmazon（ASIN:B07WY4PPM7）でも販売。
- 『さくらのゆめ』2019年
- 『さくらのはなびら』2019年

## 人物・逸話
Instagramのフォロワー数は60万人を超える。
コスプレイヤーの梨嘉（Aliga）に刺激を受けた。好きなアニメのジャンルは魔法少女もの。代表作は『甲鉄城のカバネリ』の無名（乃木章の取材による）。ただし有名になれたのは継続してSNSに写真を発表してきたからと本人は分析する。

### 動画
1. ↑  Sakuragun-Mei Cosplay Collection (Overwatch) - YouTube（2017年9月18日）2022年9月13日閲覧。